# Дъглас Макгрегър
Дъглас Абът Макгрегър (на английски: Douglas Abbott Macgregor) е американски пенсиониран полковник, държавен служител, автор, консултант и политически коментатор.

## Биография
Макгрегър завършва Военната академия на САЩ в Уест Пойнт и служи в американската армия близо 30 години. Макгрегър също получава докторска степен по философия по международни отношения от Университета на Вирджиния. По време на Студената война той служи в Западна Германия. Участва във войната в Персийския залив, включително битката при 73 Easting на 26 февруари 1991 г. Във войната в Косово Макгрегър е отговорен за стратегическото планиране на бомбардировките на Югославия. Той силно подкрепя войната в Ирак. Макгрегър се пенсионира от редовна служба с чин полковник през 2004 г.

## Публично коментиране
След активната си служба Макгрегър предизвиква полемика с многото си коментари относно отбраната и имиграционната политика, наред с други неща. Той коментира редовно за Fox News и други медии. Също така е бил коментатор за канала New America's Voice, характеризиран като крайно десен. Макгрегър е критикуван за коментарите си, които са тълкувани като демонизиране на имигрантите и бежанците. Той характеризира германските мюсюлмански имигранти като „завоеватели“ и често призовава за военно положение на границата между САЩ и Мексико. Според него враждебните ислямистки клетки, действащи в Южна Америка, могат да преминат границата със САЩ. През юни 2016 г. Макгрегър казва, че също подкрепя стрелбата по имигранти без документи.
През 2014 г. Макгрегър заявява по руския телевизионен канал RT, че източните и южните украинци са „очевидно руснаци“. Той смята за необходимо провеждането на организиран от Русия референдум за анексирането на Кримския полуостров към Русия, въпреки че САЩ, както и Европейският съюз осъждат действията на Русия като незаконни. След като Русия започва пълномащабно нахлуване в Украйна през февруари 2022 г., Макгрегър многократно влиза в заглавия, например като твърди, че руските сили са „твърде меки“, и нарича Владимир Зеленски „марионетка“.  Макгрегър многократно неправилно прогнозира предстоящото пълно поражение на Украйна. През 2022 г. призовава САЩ да спре да „демонизира“ Владимир Путин и да се въздържа от подкрепа на Украйна. Според него САЩ трябва да позволи на Русия да завладее толкова от Украйна, колкото иска, тъй като според него руското и украинското население са „неразделни“. Както демократите, така и републиканците критикуват изявленията на Макгрегър, които се смятат за следване на линията на Путин. Лиз Чейни определя Макгрегър като представител на „путинското крило“ на Републиканската партия. Според Лигата за борба с клеветата Макгрегър също е омаловажавал значението на помненето на Холокоста.
В по-късните си години Макгрегър също осъжда действията на САЩ срещу сръбските сили в края на 90-те години. В радио интервю през 2019 г. той твърди, че в администрацията на Косово е въведена „ислямска наркомафия“. В ретроспекция Макгрегър смята войната в Ирак за провал. Той поставя под въпрос участието на САЩ в НАТО.

## Друга дейност
След изборите през 2020 г. Макгрегър е номиниран от Доналд Тръмп за посланик на САЩ в Германия. В светлината на публичните му изявления сенатор Боб Менендес характеризира Макгрегър като негоден за каквато и да е държавна позиция, камо ли за посланик. Сенатът на САЩ не одобрява Макгрегър за посланик. Въпреки това той е бил старши съветник на министъра на отбраната по време на преходния период.  Макгрегър също е назначен от Тръмп в Консултативния съвет на Уест Пойнт, но Джо Байдън го отстранява от тази позиция.
Макгрегър също е бил научен сътрудник в Института за национални стратегически изследвания на Националния университет по отбрана, старши сътрудник в изданието The American Conservative и вицепрезидент на консултантската компания Burke-Macgregor Group LLC.